# Liste der Mitglieder der National Academy of Sciences/2014
Im Jahr 2014 wählte die National Academy of Sciences der Vereinigten Staaten 105 Personen zu ihren Mitgliedern.

## Neugewählte Mitglieder
- Larry Abbott (* 1950)
- Daron Acemoğlu (* 1967)
- Dora E. Angelaki
- James Arthur (* 1944)
- Edouard G. Bard
- Carolina Barillas-Mury
- Bruce P. Bean
- Peter Bearman
- Dale L. Boger (* 1953)
- Richard E. Borcherds (* 1959)
- Emery N. Brown (* 1957)
- Edward S. Buckler
- Cynthia J. Burrows (* 1953)
- Emmanuel J. Candes (* 1970)
- Zhijian Chen (* 1966)
- Hans Clevers (* 1957)
- G. Marius Clore
- Jonathan J. Cole (1953–2023)
- James J. Collins (* 1965)
- Benjamin F. Cravatt (* 1970)
- Patricia L. Crown
- Jason G. Cyster
- Eric A. D’Asaro
- Robert B. Darnell
- Julian Davies
- James A. Dumesic
- Cynthia Dwork (* 1958)
- Kathryn Edin
- Daniel Eisenstein (* 1970)
- James A. Estes
- Lawrence C. Evans (* 1949)
- Wladimir Fortow (1946–2020)
- Janet Franklin
- Gregory C. Fu (* 1963)
- Drew Fudenberg (* 1957)
- Samuel H. Gellman
- Sharon C. Glotzer
- Michael R. Green
- Shiv I. Grewal
- Alan D. Grossman
- Timothy L. Grove
- Benjamin D. Hall (1932–2019)
- Michael N. Hall (* 1953)
- Richard M. Harland
- Kathleen Mullan Harris
- Fiona A. Harrison (* 1964)
- Jeffrey A. Harvey (* 1955)
- Edward A. Hoover
- Marcia K. Johnson
- Mark A. Johnson
- Charles L. Kane (* um 1965)
- Lawrence F. Katz (* 1959)
- Kenneth Keegstra
- Peter B. Kelemen
- Carlos E. Kenig (* 1953)
- V. Narry Kim
- Leo P. Kouwenhoven (* 1963)
- Thorne Lay
- Ron Lesthaeghe
- Jeff W. Lichtman
- Joe Lutkenhaus (* 1947)
- Martin M. Matzuk
- Frank McCormick
- Margaret J. McFall-Ngai
- Jerry M. Melillo
- Yves F. Meyer (* 1939)
- Timothy J. Mitchison (* 1958)
- Vamsi K. Mootha (* 1970/71)
- Edvard I. Moser (* 1962)
- May-Britt Moser (* 1963)
- Andrew W. Murray
- Ei-ichi Negishi (1935–2021)
- Helen J. Neville (1946–2018)
- Judea Pearl (* 1936)
- John A. Pickett
- Richard Scott Poethig
- Martin R. Pollak
- John Preskill (* 1953)
- Joseph D. Puglisi
- Tuija Pulkkinen
- Elsa M. Redmond
- Lucia B. Rothman-Denes
- Ángel Rubio (* 1965)
- Subir Sachdev (* 1961)
- Alanna Schepartz
- Robert J. Scholes (1957–2021)
- Brenda A. Schulman (* 1967)
- David E. Shaw
- Stephen A. Shectman
- Joseph Silk (* 1942)
- James H. Simons (1938–2024)
- John J. Skehel (* 1941)
- Montgomery W. Slatkin
- Dam Thanh Son (* 1969)
- Thomas E. Starzl (1926–2017)
- J. Fraser Stoddart (1942–2024)
- Howard A. Stone (* 1960)
- Wesley I. Sundquist
- Sergio Verdú (* 1958)
- K. VijayRaghavan
- Polly Wiessner
- Eske Willerslev
- David R. Williams
- Huanming Yang
- Bin Yu